# Хаак, Дитер
Ди́тер Хаак (нем. Dieter Haack; род. 9 июня 1934, Карлсруэ) — немецкий политик, министр строительства в правительстве Гельмута Шмидта.

## Образование, работа и личная жизнь
По окончании школы, изучал юриспруденцию в Эрлангене и Бонне. В 1957 году сдал первый, а в 1962 — второй государственный экзамен. В Эрлангене он был участником студенческой корпорации. В 1961 году защитил кандидатскую с диссертацией по теме «Комиссия доверия избирательного права евангельско-лютеранской церкви в Баварии». Затем он работал правительственным асессором баварской государственной службы при ландрате Эрлангена. В 1963 году перешёл на работу в министерство внутригерманских отношений, где пробыл до 1969 года, дослужившись до должности регирунгсдиректора (старшего государственного чиновника) и главы канцелярии министра Герберта Венера.
Дитер Хаак женат, у него четверо детей.
С 1990 по 2002 год он был президентом земельного синода евангельско-лютеранской церкви в Баварии.
С 2004 года — почётный гражданин города Эрланген.

## Партийная принадлежность и депутатская карьера
С 1961 года Хаак член СДПГ. С 1975 по 1985 года он был заместителем председателя СДПГ в Баварии.
С 1964 по 1969 год он был депутатом районного совета в районе Зиг-Кройзес, местным председателем фракции СДПГ. Затем Хаак становится депутатом бундестага, и пребывает в этом статусе до 1990 года. Здесь он был в 1972 году и с 1982 по 1990 год участником правления фракции СДПГ в бундестаге. С 1990 по 1999 год он входил в состав Баварского сената.

## Государственные должности
С 1972 по 1978 год занимал пост парламентского статс-секретаря федерального министра строительства. В ходе кабинетной ротации 16 февраля 1978 года Хаак сам становится министром регионального планирования, строительства и городского развития ФРГ. После избрания Гельмута Коля федеральным канцлером вышел в отставку.